# Jiří Steimar
Jiří Josef Steimar (24. dubna 1887 Praha-Nové Město – 16. prosince 1968 Praha) byl český herec.
Jeho umění se vyznačovalo perfektní výslovností, technickou vyspělostí s úspornou mimikou a širokým rejstříkem charakterů, do nichž se uměl mistrovsky převtělit. Steimar spolupracoval s rozhlasem a hrál v řadě filmů. Jeho první manželkou byla herečka Anna Steimarová, dcera slavného plzeňského herce Vendelína Budila, herci byli nebo jsou i dcera Jiřina Steimarová, vnuci Jiří Kodet a Evelyna Steimarová a pravnučky Barbora Kodetová, Anna Polívková a Vendula Prager-Rytířová.

## Životopis
Narodil se v tehdejší Svatopetrské čtvrti v Praze naproti nynějšímu ostrovu Štvanice. Jeho tatínek byl pekařem, jehož živnost byla známá po celé Praze. Jiří měl o tři roky starší sestru Marii. Navštěvoval obecnou školu, která stála v sousedství pekárny, a poté karlínskou reálku, kde neměl žádný výjimečně dobrý prospěch.
Dne 10. července 1915 se oženil s dcerou Vendelína Budila Annou Budilovou (1889 – 1962) a měli spolu dceru Jiřinu (1916) a syna Miloše (1922 – 1949), který se vydal také na hereckou dráhu, ale ve 27 letech zemřel na otravu oxidem uhelnatým. Měl rád hospodářství, především zvířata; životní láskou byli holubi, choval i psy a slepice. Byl i vyhlášený kuchař. Za honoráře si brzy koupil velký pozemek v Černošicích u Prahy včetně půlky ostrova na Berounce a postavil si zde zprvu dřevěnou chalupu. S celou rodinou se sem přestěhoval. Později tuto chalupu přestavěl v rozlehlý penzion, o který se staral jako hoteliér.
Do jeho černošického penzionu se sjížděli významní hosté, především přátelé z Národního divadla a další umělci (Saša Rašilov, Olga Scheinpflugová, Xena Longenová, Marie Hübnerová, Jan Masaryk, Jan Kubelík, Rudolf Friml). Steimar však i v Černošicích organizoval divadlo, režíroval a hrál s místními ochotníky, do her zapojoval i své návštěvníky, personál a děti. Jeho první manželství skončilo nakonec rozvodem, ale ani druhé manželství nebylo šťastné, manželka Žofie byla z bohaté rodiny, panovačná a rozhazovačná a měla snad zachránit do dluhů upadající penzion. Steimar její povahou a vztahem k nevlastním dětem dost trpěl.[zdroj?]
Roku 1939 Steimarovi hotel v Černošicích prodali (penzion už za nových majitelů za 2. světové války obsadil Hitlerjugend, později se z něho stal Domov důchodců). Žili krátký čas v Praze a asi od roku 1941 měli vlastní vilu postavenou v horském stylu v Úvalech, zde žil až do roku 1967. Byl jmenován zasloužilým umělcem a v den své smrti národním umělcem. O tom se už nedozvěděl, zemřel na zhoubný nádor v nemocnici Na Františku 16. prosince 1968.

## Divadelní dráha
Vystudoval herectví u Karla Želenského, roku 1910 nastoupil do svého prvního angažmá ve smíchovském divadle U Libuše. Debutoval zde v postavě Apollonia ve stejnojmenné hře Jiřího Karáska ze Lvovic. Roku 1913 byl Jaroslavem Kvapilem angažován v Národním divadle a záhy se stal platným členem činohry v rolích hlavně salónních milovníků a později i zralých mužů. Současně s působením v ND byl v roce 1919 i ředitelem divadla Rokoko. Pro některé konflikty dvakrát Národní divadlo opustil. V sezóně 1922/1923 byl šéfem činohry v divadle v Olomouci, a v letech 1924, 1928 – 1929 hrál v Městském divadle na Královských Vinohradech). Láska k Národnímu divadlu jej záhy vrátila na jeho prkna, kde setrval až do svého odchodu do důchodu v roce 1959 a i později zde pohostinsky vystupoval. Dlouhá léta byl hereckým partnerem Anduly Sedláčkové, s níž vytvořil sourodou dvojici obdobných hereckých typů. Role ideálního milovníka hrával i po boku Jarmily Kronbauerové a Olgy Scheipflugové.
Měl dar jemného humoru, který uplatňoval v klasických hrách W. Shakespeara, G. B. Shawa a O. Wildea. V české klasice mu repertoár nabízel spíše postavy urozených mužů – králů, duchovních, velmožů a státníků, ale dobře se uplatnil i v postavách lidových hrdinů (Antonín, Alois Jirásek, Vojnarka). V době zralosti pak mu dala příležitost i ruská dramatika, např. v Ostrovského hře Ovce a vlci (Lyňajev), v Čechovově Višňovém sadu (Lopachin) a v Gorkého Jegoru Bulyčovovi (Dostigajev). V Národním divadle vystoupil naposledy 3. prosince 1968 v roli Profesora v Čapkově Bílé nemoci.

## Filmová dráha
Výčet jeho filmových rolí je rozsáhlý, ale málokdy dostal možnost zahrát tak velkou roli, aby si ho v ní diváci pamatovali. Začínal v několika němých filmech společnosti ASUM před 1. světovou válkou. Z němých filmů vešel do historie kinematografie film Démon rodu Halkenů (1918). Ve zvukovém filmu dostával především role továrníků, advokátů a lékařů, často otců titulního hrdiny či hrdinky (Sextánka s Hanou Vítovou). Významnější byla role poslance Topola ve filmu Kvočna, kde hrál zetě Růženě Naskové, nebo film Příklady táhnou, kde hraje jejího přítele. Po roce 1945 už hrál pouze drobné role. V roce 1964 byl obsazen do malé ale významné role otce Kolaloky ve snímku Limonádový Joe aneb koňská opera.

## Ocenění
- 1933 Státní cena
- 1953 titul zasloužilý umělec
- 1958 státní vyznamenání Za zásluhy o výstavbu
- 1968 titul národní umělec; o udělení titulu bylo rozhodnuto ještě za umělcova života, diplom byl předán až posmrtně vdově[6]

## Významné divadelní role
- Armand Duval (A. Dumas ml., Dáma s kaméliemi, 1916)
- Stavitel Ahlquist (Karel Čapek, R.U.R., 1921)
- Sir Robert Chiltern (Oscar Wilde, Ideální manžel, 1921, 1928)
- Antonín (Alois Jirásek, Vojnarka)
- Profesor Higgins (George Bernard Shaw, Pygmalion)
- Lyňajev (A. N. Ostrovskij, Ovce a vlci)
- Lopachin (A. P. Čechov, Višňový sad)
- Pickering (George Bernard Shaw, Pygmalion, 1946)
- Vilém Marshal (Lilian Hellmanová, Lištičky, 1948)
- Dostigajev (Maxim Gorkij, Jegor Bulyčov)
- Dr. Ridgeon (G. B. Shaw, Lékař v rozpacích)
- Korotkin (N. V. Gogol, Revizor)
- Císař Zikmund (Alois Jirásek, Jan Žižka)
- Napoleon (Victorien Sardou, Madame Sans-Géne)
- Profesor (Karel Čapek, Bílá nemoc, 1968

## Filmografie

### Herecké role

#### němý film
- Americký souboj, 1913 – manžel
- Estrella, 1913 – role neuvedena
- Pan profesor, nepřítel žen, 1913 – role neuvedena
- Andula žárlí, 1914 – role neuvedena
- Démon rodu Halkenů, 1918 – role neuvedena
- Evin hřích, 1919 – kapitán
- Krasavice Kaťa, 1919 – carský důstojník
- Svatý Václav, 1929 – Václavův otec kníže Vratislav

#### zvukový film
- Aféra plukovníka Redla, 1931 – náčelník ruské tajné služby
- Osada mladých snů, 1931 – bankéř Sychra
- Žena, která se směje, 1931 – právní zástupce Jan Farrland
- Tisíc za jednu noc, 1932 – Karel, šofér u Roudenského
- Rozmary mládí, 1933 – role neuvedena (nedokončený film)
- Žena, která ví co chce, 1934 – bývalý Manonin manžel Alexander Rón
- Konec prázdnin, 1935 – otec (reklamní film)
- Sextánka, 1936 – generální ředitel Rudolf Marten, otec Evy Martenové
- Srdce v soumraku, 1936 – šéflékař v porodnici
- Světlo jeho očí, 1936 – prezident železáren Jan Nor
- Jan Výrava, 1937 – hrabě Roveredo
- Kvočna, 1937 – poslanec Jaroslav Topol, Mílin druhý muž
- Výdělečné ženy, 1937 – továrník Rybar
- Hrdinové hranic, 1938 – major pohraničního vojska (nedokončený film)
- Klapzubova XI., 1938 – stavitel Bína, předseda S. K. Meteoru
- Stříbrná oblaka, 1938 – továrník Marat
- Umlčené rty, 1938 – ředitel Rudolf Doucha
- Cestou křížovou, 1939 – vikář
- Její hřích, 1939 – generální ředitel banky
- Příklady táhnou, 1939 – MUDr. Kosina, přítel Bártlové
- Adam a Eva, 1940 – továrník Felix Kavalír
- Čekanky, 1940 – baron
- Maskovaná milenka, 1940 – hrabě Albert Angely
- Panna, 1940 – architekt Kacík
- Peřeje, 1940 – podnikatel Regner
- Pro kamaráda, 1940 – primář nemocnice
- Život je krásný, 1940 – nakladatel Arnošt Hartl
- Gabriela, 1941 – Štěpánův společník Michal
- Pražský flamendr, 1941 – advokát JUDr. Uhlíř
- Z českých mlýnů, 1941 – statkář Hrubý
- Okouzlená, 1942 – ředitel divadla Hájek
- Tanečnice, 1943 – ředitel drážďanské opery Walter
- Housle a sen, 1946 – baron Astfeld, Henriettin otec
- Nikola Šuhaj, 1947 – představitel vlády
- Pan Novák, 1949 – lékař
- Posel úsvitu, 1950 – hodinář Dietrich
- Mikoláš Aleš, 1951 – herec František Ferdinand Šamberk
- Jestřáb kontra Hrdlička, 1953 – továrník hrabě Supovský
- Jan Hus, 1954 – komoří
- Jan Žižka, 1955 – dvořan u královny
- Z mého života, 1955 – ředitel Thomé
- Kudy kam?, 1956 – předseda soudu Jaroslav Souček
- Nezlob, Kristino, 1956 – malíř Duchek
- Každá koruna dobrá, 1961 – účastník spiritistické seance Müller
- Kde řeky mají slunce, 1961 – učitel
- Mezi námi zloději, 1963 – předseda komise
- Limonádový Joe aneb Koňská opera, 1964 – Kolalok, výrobce limonárd, otec Joea
- Kdo chce zabít Jesii?, 1966 – delegát sympózia profesor Alfonso
- Happy end, 1967 – soudce
- Jak se krade milion, 1967 – Antonínův strýček
- Maratón, 1968 – starý muž na balkóně
- Objížďka, 1968 – Němec Kubitzek

### Režie
- Pan profesor, nepřítel žen, 1913